# Provinz Tata

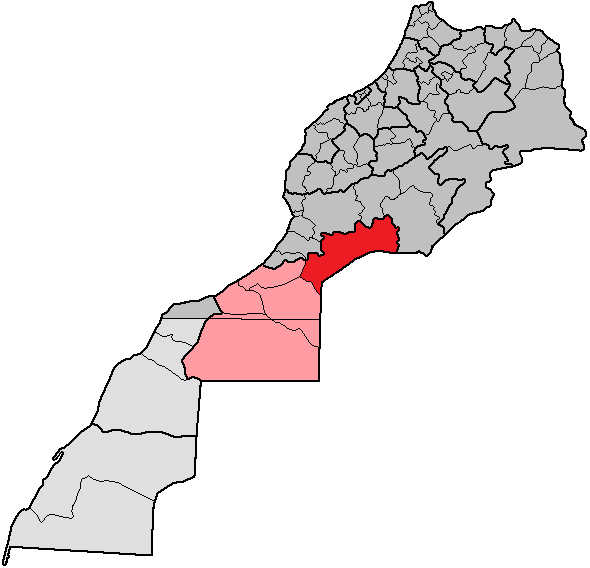
Provinz Tata in der Region Guelmim-Es Semara

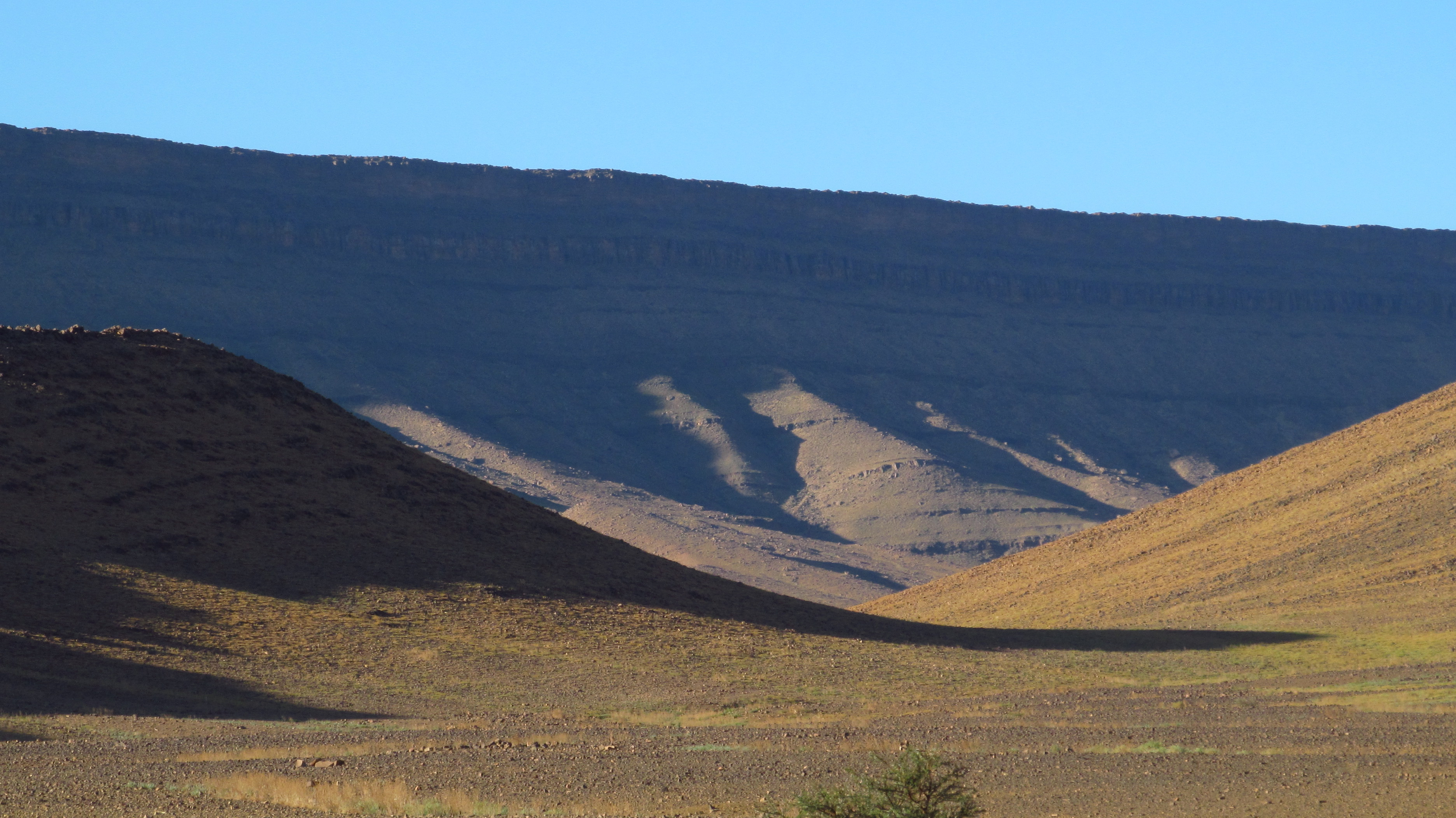
Landschaft in der Provinz Tata

Die 25.925 km² große, doch nur etwa 130.000 Einwohner zählende Provinz Tata (arabisch إقليم طاطا, Taschelhit ⵜⴰⵙⴳⴰ ⵏ ⵟⴰⵟⴰ) gehört seit 2015 zur Region Souss-Massa (davor zu Guelmim-Es Semara) und liegt im Süden Marokkos an der Grenze zu Algerien. Die Hauptstadt der Provinz ist die gleichnamige Stadt Tata.

## Geographie

### Lage
Die auf der Südseite des Antiatlas gelegene Provinz Tata grenzt im Südosten an Algerien, im Südwesten an die Provinz Assa-Zag, im Westen an die Provinz Guelmim, im Nordwesten an die Provinz Tiznit, im Norden an die Provinz Taroudannt, im Nordosten an die Provinz Ouarzazate und im Osten an die Provinz Zagora.

### Landschaft
Die Landschaft ist geprägt durch die südlichen Ausläufer des Anti-Atlas-Gebirges mit seinen teils flachen, teils hügeligen Geländeformen. Während in den höheren Lagen – abgesehen von einigen wenigen Oasentälern – Felslandschaften vorherrschen, sind die Ebenen von Steinen übersät.

### Klima
Im Sommer können die Tageshöchsttemperaturen 45 °C und mehr erreichen; nachts kühlt es sich – je nach Bewölkung – auf 5 bis 15 °C ab. In den vier Wintermonaten November bis Februar kann es manchmal etwas regnen, doch erreichen die Tagestemperaturen immer noch Werte um die 25 bis 30 °C; nachts fällt das Thermometer auf Werte zwischen 0 und 10 °C.

## Bevölkerung
Die Bevölkerung besteht zur überwiegenden Mehrheit aus Berbern; viele von ihnen haben seit den 1970er Jahren – wegen ausbleibender Regenfälle, aber auch aus soziokulturellen Gründen – ihre Heimatdörfer verlassen und sind in die stetig wachsenden Städte im Norden und Westen Marokkos gezogen. Infolge der Abwanderung verändert sich die Einwohnerzahl der Provinz kaum und lag im Jahr 2004 bei 121.618 Personen.

## Wirtschaft
Die Provinz verfügt über keinerlei Industrie. Die Bevölkerung lebt überwiegend von Transfergeldern der Migranten sowie von der Oasenwirtschaft, von Kleinhandwerk, Kleinhandel und ein wenig Tourismus. Viehzucht spielt keine nennenswerte Rolle. Es gibt nennenswerte Vorkommen von Gold, Blei und Kupfer, die auch abgebaut werden.

## Wasser
Ganzjährig vorherrschend ist ein äußerst trockenes, beinahe wüstenartiges Klima. In der gesamten Provinz fällt kaum Niederschlag. Das lebensnotwendige Wasser wird aus Brunnen hochgepumpt. Die unterirdischen Wasservorräte werden – wenn auch nur teilweise – durch Sickerwasser aus den bergigen Regionen des Antiatlas wiederaufgefüllt. Da der Wasserverbrauch stetig steigt, zeichnen sich Versorgungsprobleme ab.

## Sehenswürdigkeiten
Außer der kargen, aber eindrucksvollen Landschaft mit ihren voneinander weit entfernt liegenden Dattelpalmenoasen gibt es so gut wie keine historischen Sehenswürdigkeiten. Zu nennen wären lediglich die teilweise 6000 Jahre alten, aber nur mit Hilfe von lokalen Führern zu findenden Felszeichnungen (Petroglyphen) und der Stumpf eines möglicherweise aus almohadischer Zeit stammenden Minaretts in der Umgebung von Akka. Der abgelegene Ort Aït Kine mit seinem sehenswerten ‚Stadttor‘ und seiner Speicherburg (agadir) gehört ebenfalls noch zur Provinz Tata.

## Größte Orte
Nur die mit M (commune municipal) gekennzeichneten Orte sind als städtische Siedlungen eingestuft; die übrigen gelten als Landgemeinden (communes rurales) mit mehreren Dörfern.

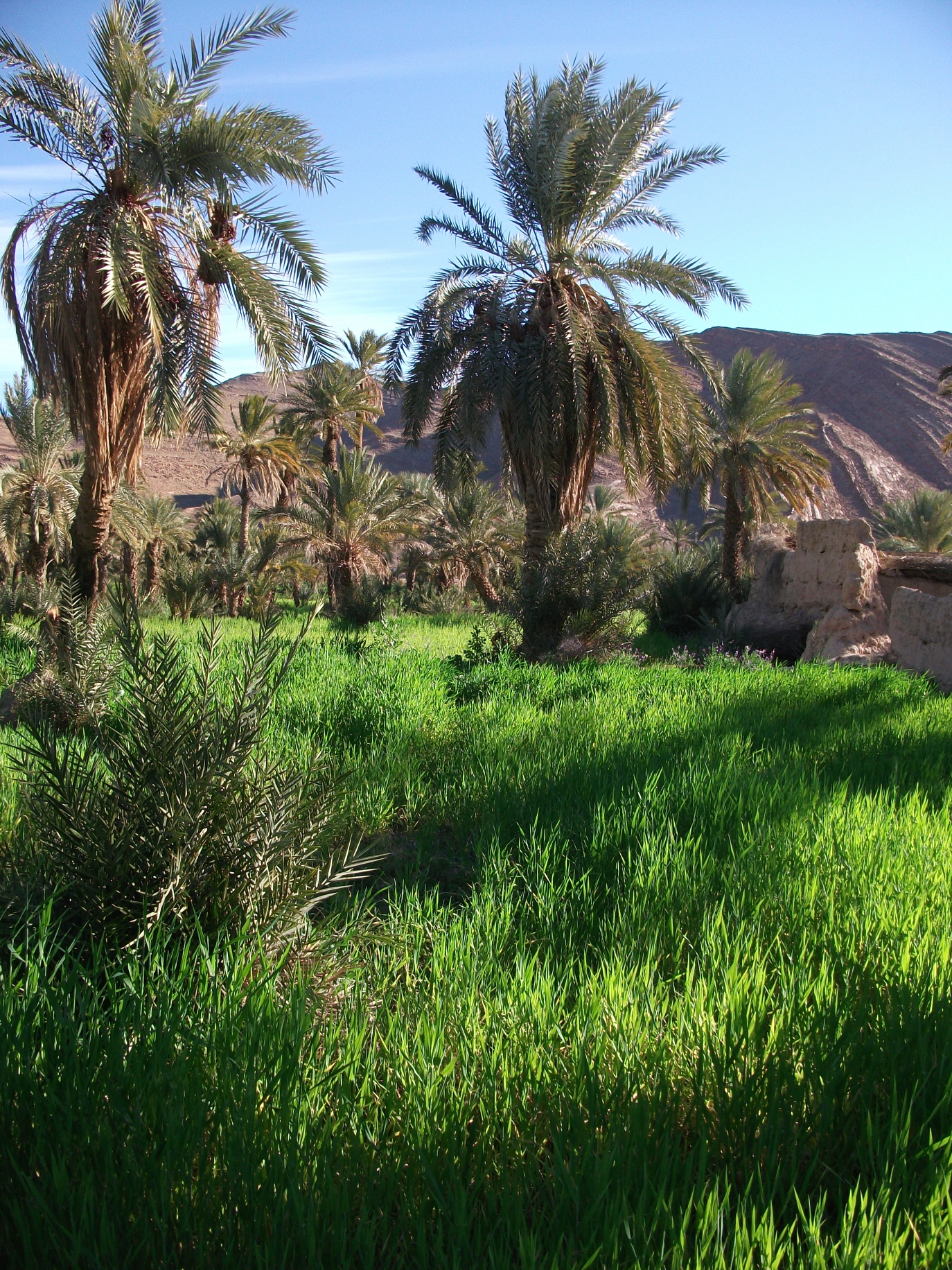
Oasenlandschaft bei Tata

| Gemeinde                         | Einwohner (2. Sept. 1994) | Einwohner (2. Sept. 2004) |
| -------------------------------- | ------------------------- | ------------------------- |
| Tata (M)                         | 12.549                    | 15.239                    |
| Akka (M)                         | 6.519                     | 7.102                     |
| Fam el Hisn (M)                  | 7.040                     | 7.089                     |
| Foum Zguid (M)                   | 9.903                     | 9.630                     |
| Adis                             | 5.843                     | 5.916                     |
| Aguinane                         | 2.976                     | 2.923                     |
| Aït Ouabelli                     | 3.203                     | 2.776                     |
| Akka Ighane                      | 6.832                     | 6.725                     |
| Allougoum                        | 7.797                     | 8.490                     |
| Ibn Yakoub                       | 3.011                     | 2.934                     |
| Issafen                          | 4.327                     | 4.002                     |
| Kasbat Sidi Abdellah Ben M’Barek | 6.738                     | 7.012                     |
| Oum El Guerdane                  | 3.411                     | 3.988                     |
| Tagmoute                         | 5.004                     | 4.751                     |
| Tamanarte                        | 7.551                     | 7.217                     |
| Tigzmerte                        | 4.351                     | 4.110                     |
| Tissint                          | 10.182                    | 9.927                     |
| Tizaghte                         | 4.756                     | 4.490                     |
| Tizounine                        | 2.327                     | 2.231                     |
| Tlite                            | 4.978                     | 5.066                     |
| Summen                           | 119.298                   | 121.618                   |